# Otimači izgubljenog kovčega
Otimači izgubljenog kovčega, poznat i kao Indijana Džouns i otimači izgubljenog kovčega, (engl. Indiana Jones and the Raiders of the Lost Ark) američki je pustolovni film Stivena Spilberga iz 1981. godine, sa Harisonom Fordom u ulozi arheologa i pustolova Indijane Džounsa. Producent filma bio je Džordž Lukas. Ovo je prvi film iz serije filmova o Indijani Džounsu i u njemu se glavni junak sukobljava s nacistima koji traže Zavetni kovčeg kako bi učinili svoju vojsku nepobedivom. U ostalim ulogama pojavljuju se Karen Alen kao Indijanina nekadašnja ljubav Marion Rejvenvud, Pol Friman kao Indijanin zakleti neprijatelj — francuski arheolog Rene Belok, Džon Ris-Dejvis kao Indijanin pomoćnik Salah i Denholm Eliot kao Indijanin kolega Markus Brodi.
Film je premijerno prikazan 12. juna 1981. godine. Sa zaradom od 330,5 miliona dolara ovo je bio film sa najvećom zaradom te godine. Godine 1982. nominovan je za osam Oskara, (zajedno sa nominacijom za najbolji film), a osvojio četiri (za scenografiju, montažu, zvuk i vizuelne efekte), kao i petog — nagradu za specijalno dostignuće u montaži zvuka. Nakon velikog uspeha prvog filma, snimljena su i četiri nastavka — Indijana Džouns i ukleti hram (1984), Indijana Džouns i poslednji krstaški pohod (1989), Indijana Džouns i kraljevstvo kristalne lobanje (2008) i Indijana Džouns i artefakt sudbine (2023), kao i TV-serija Hronike mladog Indijane Džounsa (1992–1996) i petnaest video-igara.

## Radnja
Godine 1936, u peruanskoj prašumi, arheolog i lovac na blago Indijana Džouns izbegava nekoliko zamki kako bi uzeo zlatnog idola iz drevnog hrama. Nakon što je pobegao pred kotrljajućom kamenom gromadom, ispred hrama nailazi na rivala arheologa Renea Beloka sa malom grupom lokalnih domorodaca. Opkoljen i brojčano nadjačan, Džouns je prisiljen da preda idola Beloku.
Na fakultetu na kojem predaje, Džouns se sastaje sa dvojicom vojnih obaveštajaca. Oni mu objašnjavaju da nacisti, u potrazi za okultnim moćima, traže Abnera Rejvenvuda, Džounsovog bivšeg mentora. Rejvenvud je najistaknutiji ekspert za staroegipatski grad Tanis, kojeg su pronašli nacisti. Veruje se da je to lokacija Zavetnog kovčega, u kome se nalaze ploče sa deset zapovesti. Džouns posumnja da nacisti traže Rejvenvuda jer on poseduje vrh štapa egipatskog boga Ra, ključnog predmeta koji bi mogao da otkrije lokaciju Kovčega. Njegov kolega Markus Brodi objašnjava da, prema legendi, moć Kovčega može učiniti bilo koju vojsku nepobedivom.
Džouns odlazi u Nepal, samo kako bi otkrio da je Rejvenvud umro; njegova ćerka Marion, Džounsova bivša ljubavnica, ima vrh štapa koji nosi kao medaljon. Marionina gostionica izgori nakon obračuna između Džounsa i sadističkog nacističkog agenta Arnolda Tota. Totovu ruku tokom sukoba opeče užareni medaljon, koji na kraju uzima Džouns, a Marion mu se pridružuje na putovanju. Njih dvoje odlaze u Kairo gde se sastaju sa Salahom, veštim egipatskim kopačem, koji im govori da zna gde treba da kopaju u potrazi za Kovčegom i da Belok radi za naciste. Nacistički operativci ubrzo otimaju Marion i insceniraju njenu smrt pred Džounsovim očima. Te večeri, Salah i Džouns uspevaju da dešifruju rezbarije na medaljonu. Na temelju svog prevoda, oni shvataju da su nacisti koristili pogrešnu dužinu za Raov štap i da kopaju na pogrešnom mestu.
Provukavši se neopaženo, Džouns i Salah okupljaju malu ekipu i počinju da kopaju na tačnoj lokaciji. Nakon nekoliko sati, pronalaze i podižu poklopac zakopanog Izvora duša. Džounsa spuštaju u hram gde shvata da je hram napunjen zmijama otrovnicama kojih se smrtno boji. Nakon što su on i Salah izvadili Kovčeg iz hrama, Belok i nacisti ga odnose i zatvaraju raku, ostavljajući Džounsa zarobljenog. Kako bi sklonili Marion sa svog puta, ubacuju je u hram sa Džounsom. Njih dvoje uspevaju da pobegnu, izašavši na površinu u vreme kad se avion Luftvafea spremao da prenese Kovčeg u Berlin. Slučajno podižu avion u vazduh, a Belok stavlja Kovčeg na kamion za Kairo, gde će brodom biti poslat u Berlin i predat Hitleru. Ukravši konja, Džouns se daje u poteru za konvojem koji prati kamion. Preuzima kontrolu nad jednim vozilom, pa nakon duge potere, uspeva da pobegne sa Kovčegom. Te večeri, Džouns i Marion ostavljaju Salaha i kreću sa Kovčegom u London na parobrodu.
Sledećeg jutra, nacistička podmornica pod zapovedništvom Beloka zaustavlja njihov brod. Marion i Kovčeg su odvedeni sa broda, a Džouns se potajno ukrcava na podmornicu. On prati Beloka i Kovčeg u izolovani kanjon, gde nacisti planiraju da testiraju moć Kovčega pre nego što ga predaju fireru. Džouns se naposletku pojavi sa raketnim bacačem i zahteva da nacisti oslobode Marion preteći da će razneti Kovčeg. Belok prezre njegov blef, na šta je Džouns prisiljen da se preda. Marion i Džouns su vezani dok Belok i nacisti izvode ceremoniju otvaranja Kovčega. Nakon što ga otvore, isprva vide pustinjski pesak, a onda nekoliko trenutaka kasnije ukažu im se natprirodne moći i iz njega izlaze duhovi. Džouns, svestan opasnosti gledanja u natprirodne prilike iz Kovčega, upozori Marion da zatvori oči. Duhovi nestanu i iz Kovčega nastane ogromni lebdeći plamen koji svojom zastrašujućom moći ubija sve one koji nisu okrenuli pogled: vojsku preseče svetlosna sila, Totu se koža rastopi do kostura, a Beloku eksplodira glava. Kovčeg se zatvara sam od sebe uz udar groma. Po povratku u Vašington, dva vojna obaveštajca kažu sumnjičavom Džounsu da „najbolji ljudi” treba pažljivo da pregledaju Kovčeg. Kovčeg je zapravo zapečaćen u drvenom sanduku označenom kao „stroga tajna” u ogromnom vladinom skladištu, punom bezbroj sličnih sanduka.

## Uloge
| Glumac          | Uloga                       |
| --------------- | --------------------------- |
| Harison Ford    | Indijana Džouns             |
| Karen Alen      | Marion Rejvenvud            |
| Pol Friman      | dr Rene Belok               |
| Ronald Lejsi    | major Arnold Tot            |
| Džon Ris-Dejvis | Salah                       |
| Denholm Eliot   | dr Markus Brodi             |
| Volf Kaler      | pukovnik Ditrih             |
| Entoni Higins   | major Gobler                |
| Džordž Haris    | Sajmon Katanga              |
| Vik Tablijan    | Baranka / čovek sa majmunom |
| Alfred Molina   | Satipo                      |

## Spoljašnje veze
- Zvanični sajt
- Raiders of the Lost Ark na sajtu  (jezik: engleski)
- Raiders of the Lost Ark na sajtu AllMovie (jezik: engleski)
- Raiders of the Lost Ark na sajtu  (jezik: engleski)
- Raiders of the Lost Ark na sajtu  (jezik: engleski)